# Area 51 (videojuego de 2005)
Area 51 es un videojuego de disparos en primera persona desarrollado por Midway Games y lanzado en octubre de 2005, para Microsoft Windows y para las videoconsolas PlayStation 2 y Xbox, También se planeó para la versión de Nintendo Gamecube pero finalmente fue cancelada.

## Historia
El juego nos sitúa en Área 51 y nos otorga el papel de Ethan Cole, un especialista del grupo HAZMAT (del inglés HAZardous MATerials, "materiales peligrosos") del ejército estadounidense, enviado a la zona para investigar unos extraños sucesos. Sucede que el Área 51 está bajo cuarentena por la expansión de un extraño virus alienígena que infecta y muta a los humanos, dejándolos totalmente carentes de voluntad. Al comienzo del juego se devela que el recinto se encuentra edificado sobre una colonia alienígena, lo cual nos pondrá en estado de alerta máximo por lo que pueda pasar más adelante con un equipo alfa hasta la cuarta parte.
El devenir de la historia nos llevará a tener que recorrer la inmensa base para evitar la expansión al resto del mundo del virus, en este periplo nos encontraremos con un panorama distinto a lo que esperábamos en un principio ya que los seres humanos mutados están combatiendo con los no mutados, convirtiendo toda el Área 51 en una gigantesca zona de batalla.
Según avancemos en el juego, iremos descubriendo secretos sobre el Área 51, revelados por los múltiples personajes que nos encontraremos por el camino, como la verdad sobre el caso Roswell, el falso aterrizaje en la luna, las autopsias a alienígenas o las respuestas a la conspiración gubernamental, además de que, en cierto punto del juego, nos daremos cuenta de que somos inmunes al virus y podemos controrarlo a voluntad. Por otra parte podremos encontrar otros miembros de HAZMAT que en lugar de darnos información se nos unirán para realizar ciertas misiones de forma cooperativa.
A nivel jugable recorreremos 8 niveles enormes a lo largo del área infectada, enfrentándonos a todo tipo de enemigos mutantes y alienígenas. Para hacernos la vida más fácil contaremos con un arsenal compuesto de 10 armas reales, usadas por el ejército estadounidense y en las que se incluyen metralletas, escopetas, granadas, rifles de francotirador y revólvers de gran calibre.
Por otra parte, la principal arma del protagonista será él mismo, pues con la mutación que sufre va ganando poderes, además de desarrollar armas naturales que surgen de su propio cuerpo, como por ejemplo un enjambre de parásitos que busca a los enemigos hasta darles muerte, o un poderoso ataque cuerpo a cuerpo que destroza los enemigos rápidamente.